# Cantón Girón
Cantón Girón är en kanton i Ecuador.   Den ligger i provinsen Azuay, i den södra delen av landet, 300 km söder om huvudstaden Quito. Antalet invånare är 12 583. Arean är 347 kvadratkilometer.
Terrängen i Cantón Girón är bergig åt nordväst, men åt sydost är den kuperad.